# سيرجيو دانيال بونس
سيرجيو دانيال بونس (بالإسبانية: Sergio Daniel Ponce)‏ (9 يناير 1984 في الأرجنتين - ) هو لاعب كرة قدم أرجنتيني في مركز الوسط. لعب مع أوليمبياكوس فولو وتشاكاريتا جيونيورز ونادي لاريسا وديبورتيفو مورون ‏ وPaniliakos F.C. ‏ ونادي بانيجياليوس ‏ وPanthrakikos F.C. ‏.

## وصلات خارجية
- سيرجيو دانيال بونس على موقع قاعدة بيانات كرة القدم.إي يو (الإنجليزية)
- سيرجيو دانيال بونس على موقع Soccerway.com (الإنجليزية)